# Видогощи
Видого́щи — деревня в Калининском районе Тверской области. Относится к Каблуковскому сельскому поселению.
Население по переписи 2002 — 52 человека, 23 мужчины, 29 женщин.
Расположена в 34 км к юго-востоку от Твери, на левом берегу Волги (Иваньковского водохранилища). Напротив, через Волгу, посёлок Радченко Конаковского района на трассе «Москва — Санкт-Петербург».

## История
Впервые упоминается в XVI веке.
В Списке населенных мест 1859 года в Корчевском уезде значится казённое село Видогощъ, 82 двора, 582 жителя, православная церковь. Церковь эта построена на месте бывшего в древности Видогощского Николаевского монастыря, приписанного впоследствии к Московскому Донскому монастырю, а само село образовалось из жителей состоявшей при монастыре слободе.
Из летописей и преданий известно, что в первой половине XVIII века монастырь этот сгорел со всеми постройками, уцелели только две древние иконы: Донской Божьей Матери и Святителя Николая Чудотворца. После пожара монастырь не был возобновлен, а на месте его жители слободы построили деревянный храм и испросили себе приходского священника с причтом, но вскоре и этот храм сгорел. Таким образом жители слободы оставались без храма и причта более 50 лети в это время были неоднократно причисляемы к разным соседним приходам. Будучи окружены с одной стороны реками Волгою и Польною, а с другой стороны непроходимыми болотами и лесами, они встречали непреодолимые затруднения и препятствия в сообщении с соседними приходами, особенно во время весенних разливов рек и осенних непогод и как дикари на острове по долгу оставались без исправления духовных потребностей.
Такие бедственные обстоятельства побудили их в 1801 году купить в соседнем селе старую деревянную часовню для совершения соседними причта и Богослужения, хотя бы в редкие праздники. Часовня эта в 1820 году Тверским Преосвященным Ионою освящена в церковь, а в 1836 году был определён к ней священник с причтом. В октябре 1875 года, из-за того что деревянная церковь пришла в ветхость, был заложен новый храм. Известно, что в 1877 году священником села был Николай Петрович Баранов.
В 1887 году в селе Видогощи центр прихода Кудрявцевской волости, 111 дворов, 712 жителей.
В 1866 году Н. В. Верещагин организовал в Видогощах одну из первых в России сыроварен на артельных началах.
С 1937 по 1959 год село центр Видогощинского сельсовета в составе Оршинского района Калининской области. Перед войной в селе 170 дворов. Во время Великой Отечественной войны в этом месте линия фронта в ноябре — декабре 1941 года проходила по Волге. На фронтах погиб 41 житель села.

## Население
| 1859 | 1887 | 1897 | 2002 | 2010 |
| ---- | ---- | ---- | ---- | ---- |
| 582  | ↗712 | ↘632 | ↘52  | ↘33  |